# Lidia Korsakówna
Lidia Korsakówna, właśc. Lidia Korsak-Brusikiewicz (ur. 17 stycznia 1934 w Baranowiczach, zm. 6 sierpnia 2013 w Konstancinie-Jeziornie) – polska aktorka teatralna i filmowa.

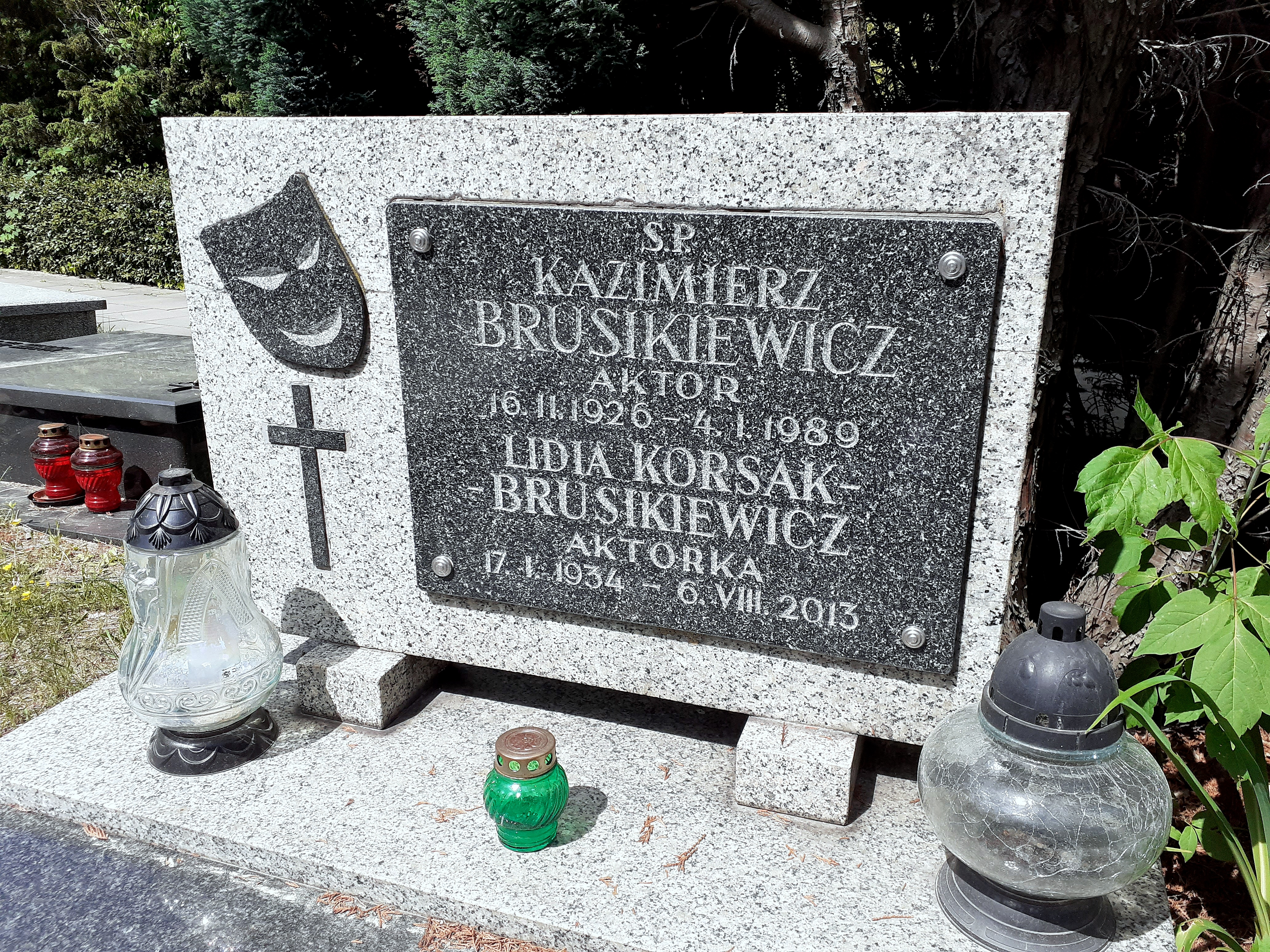
Grobowiec Kazimierza Brusikiewicza i Lidii Korsakówny

## Życiorys
Urodziła się w Baranowiczach, w województwie nowogródzkim, obecnie Białoruś. Po II wojnie światowej zamieszkała wraz z rodzicami w Wałbrzychu. W latach 50. XX w. występowała w Państwowym Zespole Pieśni i Tańca „Mazowsze” (m.in. z Ireną Santor). W latach 1953–1954 występowała w Teatrze Satyryków w Katowicach, od 1955 była związana z zespołem Teatru Syrena w Warszawie. W 1960 zdała aktorski egzamin eksternistyczny. W 1987 przeszła na emeryturę.
16 czerwca 2011 Rada m.st. Warszawy nadała aktorce godność Honorowego Obywatela Warszawy.
Jej mężem od 1963 był aktor Kazimierz Brusikiewicz (1926–1989), ich córką jest aktorka Lucyna Brusikiewicz.
Zmarła w Domu Artystów Weteranów Scen Polskich w Skolimowie, gdzie mieszkała przez ostatnie dwa lata życia. 12 sierpnia 2013 aktorka została pochowana w rodzinnym grobowcu na Wojskowych Powązkach (kwatera K-2-55).

## Filmografia (wybór)
- Przygoda na Mariensztacie (1953) – Hanka Ruczaj
- Wyrok (1961) – Zofia Celarska, matka Adasia
- Zerwany most (1962) – Wiera, członkini oddziału UPA
- Klub kawalerów (1962) – Jadwiga, żona Piorunowicza
- Stawka większa niż życie (serial telewizyjny) (1968) – Jeanne Mole (odc. 11 – Hasło)
- Podróż za jeden uśmiech (1972) – pani z campingu (odc. 5)
- Stawiam na Tolka Banana (serial telewizyjny) (1973) – matka „Cegiełki”
- Akcja pod Arsenałem (1977) – matka „Rudego”
- Nie zaznasz spokoju (1977) – Maliniakowa, matka Tolka i Janka
- Znak orła (1977) – zielarka (odc. 6 i 13)
- Królowa Bona (serial telewizyjny) (1980) – Marina, dwórka królowej Bony
- Białe tango (1981) – żona dyrektora PGR-u (odc. 2)
- Stacja (1981) – żona lekarza (Mieczysław Voit)
- 07 zgłoś się (serial telewizyjny) (1984) – Jolanta Czechowicz (odc. 18 – Bilet do Frankfurtu)
- Dziewczęta z Nowolipek (1985) – Mossakowska, matka Bronki
- Menedżer (1985) – Imogena Jakubiec, matka Rafała Zwolińskiego

Polski dubbing:
- Zakochany kundel (1955) –
  - Si (pierwsza wersja dubbingu)
  - Am (pierwsza wersja dubbingu)
- Calineczka (1994) – mysz polna

## Odznaczenia i nagrody
- Złoty Krzyż Zasługi (1970)
- Nagroda indywidualna na XVI Kaliskich Spotkaniach Teatralnych za rolę w sztuce Gdy rozum śpi (1976)
- Krzyż Oficerski Orderu Odrodzenia Polski (1979)
- Odznaka Honorowa „Zasłużony Działacz Kultury” (1984)
- Medal 40-lecia Polski Ludowej (1985)
- Nagroda RSW I stopnia za wysoki poziom programów artystycznych prezentowanych w klubach RSW (1986)
- Srebrny Medal „Zasłużony Kulturze Gloria Artis” (2011)